# La fila degli oleandri
La fila degli oleandri è un album del cantautore italiano Gianni Bella, pubblicato dall'etichetta discografica Fonit Cetra nel 1991.
L'album, disponibile su long playing, musicassetta e compact disc, è prodotto da Mogol, autore dei testi dei brani, mentre le musiche sono opera dello stesso artista, il quale cura gli arrangiamenti insieme al fratello Saretto.
Dal disco viene tratto il singolo omonimo, contenente il brano presentato al Festival di Sanremo dall'artista, abbinato fuori gara con Gloria Gaynor, la quale offre una versione con testo in inglese intitolata Together We Can.

## Tracce

### Lato A
1. La fila degli oleandri
2. Prendi una ragazza
3. Acqua viva
4. Paso doble
5. Luisa Jazz

### Lato B
1. Infatuazione
2. Bellanimala
3. L'onda infrangibile
4. Un uomo colorato
5. Tu guardali negli occhi

## Formazione
- Gianni Bella – voce
- Paolo Gianolio – chitarra
- Saretto Bella – tastiera
- Agostino Marangolo – batteria
- Francesco Puglisi – basso
- Ernesto Vitolo – pianoforte
- Phil Palmer – chitarra
- Fernando Brusco – tromba
- Mauro Parodi – trombone
- Claudio Wally Allifranchini – sax
- Giancarlo Porro – sax
- Giulia Fasolino, Aida Cooper, Lola Feghaly – cori